# Mörtsjön (Österunda socken, Uppland)
Mörtsjön är en sjö i Enköpings kommun i Uppland och ingår i Norrströms huvudavrinningsområde. Sjön är 3,4 meter djup, har en yta på 0,199 kvadratkilometer och befinner sig 69 meter över havet. Vid provfiske har abborre, gers, mört och sutare fångats i sjön.

## Delavrinningsområde
Mörtsjön ingår i det delavrinningsområde (662851-157219) som SMHI kallar för Mynnar i Örsundaån. Medelhöjden är 51 meter över havet och ytan är 88,7 kvadratkilometer. Räknas de 2 avrinningsområdena uppströms in blir den ackumulerade arean 150,02 kvadratkilometer. Skattmansöån som avvattnar avrinningsområdet har biflödesordning 4, vilket innebär att vattnet flödar genom totalt 4 vattendrag innan det når havet efter 105 kilometer. Avrinningsområdet består mestadels av skog (47 procent) och jordbruk (41 procent). Avrinningsområdet har 1,21 kvadratkilometer vattenytor vilket ger det en sjöprocent på 1,4 procent.